# برایان هاو
برایان هاو (انگلیسی: Brian Howe؛ زادهٔ ۱ ژانویه ۲۰۰۰) یک هنرپیشه اهل ایالات متحده آمریکا است.
وی به خاطر بازی در فیلم در جستجوی خوشبختی در نقش یک دلال سهام به نام جی توئیستل شناخته شده است. 
از فیلم‌ها یا برنامه‌های تلویزیونی که وی در آن نقش داشته‌است می‌توان به من شماره چهار هستم، گرفتن شانس و مرد مرده در محوطه دانشگاه اشاره کرد.